# Julien Jeanpierre
Pour les articles homonymes, voir Jeanpierre.
Julien Jeanpierre , né le 10 mars 1980 à Remiremont, est un joueur puis entraîneur de tennis français.

## Carrière
Il remporte en 1996 l'Orange Bowl dans la catégorie des moins de 16 ans et la Coupe Davis Junior avec Jérôme Haehnel et Olivier Patience. En 1998, il est vainqueur du tournoi junior de l'Open d'Australie et vice-champion du monde derrière Roger Federer. En junior, il possède des victoires contre Lleyton Hewitt, David Nalbandian, Fernando González et Roger Federer.
En 2004, il se qualifie pour le grand tableau de Roland-Garros où il atteint le troisième tour en battant Karol Beck puis Vincent Spadea, 28e mondial et perd contre son compatriote Michaël Llodra. Deux mois plus tard, il participe au Classic d'Indianapolis où il y bat au premier tour Gilles Elseneer puis perd face à Sébastien Grosjean.
Son palmarès comprend trois tournois Challenger acquis à Cherbourg et au Bronx en 2004, et à Kawana en 2006. Il a aussi remporté cinq tournois Futures en simple et dix en double.
Après sa retraite de joueur en 2009, il se reconvertit en entraîneur de joueurs professionnels. Il accompagne Arnaud Clément sur sa fin de carrière tout en étant le sparring-partner de Victoria Azarenka. À partir des Internationaux de France 2012, il devient l'entraîneur de Pauline Parmentier. Il met ensuite fin à son partenariat avec Azarenka afin de devenir l'entraîneur de Paul-Henri Mathieu et de se consacrer à la création d'un centre d’entraînement de tennis sur Le Cannet en collaboration avec Jean-René Lisnard et Gilles Cervara.

## Parcours dans les tournois duGrand Chelem

### En simple
| Année | Open d'Australie | Open d'Australie | Internationaux de France | Internationaux de France | Wimbledon | Wimbledon | US Open | US Open |
| ----- | ---------------- | ---------------- | ------------------------ | ------------------------ | --------- | --------- | ------- | ------- |
| 2003  | —                | —                | Q1                       | Alexander Peya           | —         | —         | —       | —       |
| 2004  | —                | —                | 3e tour (1/16)           | Michaël Llodra           | —         | —         | —       | —       |
| 2005  | Q1               | K. Economidis    | —                        | —                        | —         | —         | —       | —       |
|       |                  |                  |                          |                          |           |           |         |         |
| 2007  | Q1               | Leonardo Azzaro  | Q1                       | Pablo Cuevas             | —         | —         | —       | —       |
| 2008  | —                | —                | Q1                       | Hugo Armando             | —         | —         | —       | —       |

N.B. : à droite du résultat se trouve le nom de l'ultime adversaire.

### En double
| Année | Open d'Australie | Open d'Australie | Internationaux de France      | Internationaux de France | Wimbledon | Wimbledon | US Open | US Open |
| ----- | ---------------- | ---------------- | ----------------------------- | ------------------------ | --------- | --------- | ------- | ------- |
| 1998  | —                | —                | 1er tour (1/32) Di Pasquale   | D. Sapsford C. Wilkinson | —         | —         | —       | —       |
| 2001  | —                | —                | 2e tour (1/16) Roger-Vasselin | A. Peya R. Wassen        | —         | —         | —       | —       |

N.B. : le nom du ou de la partenaire se trouve sous le résultat ; le nom des ultimes adversaires se trouve à droite.